# Александровский Лужок
Александровский Лужок — посёлок в Ромодановском районе Мордовии. Входит в состав Салминского сельского поселения.

## География
Расположен на реке Урка.

## История
Основан в 1924 году переселенцами из сел Салма и Вырыпаево.

## Население
| 2002 | 2010 |
| ---- | ---- |
| 7    | ↘3   |